# لويد كيري
لويد كيري (بالإنجليزية: Lloyd Kerry)‏ (22 يوليو 1988 بتشيسترفيلد في المملكة المتحدة - ) هو لاعب كرة قدم بريطاني في مركز الوسط. لعب مع شيفيلد يونايتد وAlfreton Town F.C. ‏ ونادي كيدرمينستر هاريرز لكرة القدم ونادي تاموورث ونادي هاروجيت تاون وهنكلي يونايتد ‏ ونادي توركي يونايتد ونادي تشيسترفيلد.

## وصلات خارجية
- لويد كيري على موقع قاعدة بيانات كرة القدم.إي يو (الإنجليزية)
- لويد كيري على موقع Soccerbase.com (لاعب) (الإنجليزية)
- لويد كيري على موقع Soccerway.com (الإنجليزية)